# Sfere di Dandelin

In geometria una sezione conica non degenere, figura considerata come ottenuta dalla intersezione di un piano con un cono, possiede una  o due sfere di Dandelin caratterizzate dalla proprietà:
Ogni sezione conica non degenere ha associata una sfera di Dandelin a ciascuno dei suoi due fuochi o al suo unico fuoco.
- Un'ellisse possiede due sfere di Dandelin, entrambe tangenti alla stessa falda del cono (figura a lato).
- Un'iperbole ha due sfere di Dandelin che toccano le falde opposte del cono.
- Una parabola possiede una sola sfera di Dandelin.

## Teorema di Dandelin
L'interesse per le sfere di Dandelin viene dal seguente teorema:
Dimostrazione: si consideri l'illustrazione che raffigura un piano che interseca un cono in un'ellisse e mostra anche le due sfere di Dandelin. Ciascuna sfera tocca il cono nei punti di una circonferenza. Ogni sfera tocca il piano in un punto. Denotiamo questi due punti con F1 ed F2.  Sia P un generico punto sulla ellisse. Ci proponiamo di dimostrare che la somma delle distanze d(F1, P) + d(F2, P) rimane costante al muoversi del punto P lungo la curva.  La retta passante per P e il vertice del cono interseca le due circonferenze in due punti che denotiamo con P1 e P2. Quando P si muove sull'ellisse, P1 e P2 si muovono ciascuno su una circonferenza.  La distanza tra Fi e P è uguale alla distanza tra Pi e P, per il teorema delle tangenti da un punto esterno. Di conseguenza la somma delle distanze d(F1, P) + d(F2, P) è uguale alla somma delle distanze d(P1, P) + d(P2,P). Dato che P si trova sulla retta per P1 e P2, la precedente somma è uguale a d(P1,P2) e questa rimane costante al variare di P sull'ellisse; questo dimostra che gli Fi sono i fuochi dell'ellisse.
Questa argomentazione può essere adattata alle iperboli e alle parabole considerate intersezioni di un piano con un cono. Un altro adattamento funziona per una ellisse ottenuta come intersezione di un piano con un cilindro circolare retto.

### Conseguenze del teorema e sua dimostrazione
Se, come si fa spesso, si assume come definizione dell'ellisse quella di luogo dei punti P tali che d(F1, P) + d(F2, P) = a costante positiva, allora l'argomentazione precedente dimostra che l'intersezione di un piano con un cono è proprio un'ellisse. Che l'intersezione del piano con il cono sia simmetrica rispetto all'asse del segmento avente come estremità F1 ed F2 può risultare non intuitivo, ma l'argomentazione precedente lo rende chiaro.